# 斯圖爾茨克里克鎮區 (北卡羅萊納州薩里縣)
斯圖爾茨克里克鎮區（英語：Stewarts Creek Township）是位於美國北卡羅萊納州薩里縣的一個鎮區。

## 地方資料
斯圖爾茨克里克鎮區的面積為146.08平方千米，皆為陸地。根據2020年美國人口普查的數據，當地共有人口7000人，而人口密度為每平方千米47.92人。